# Texas Instruments

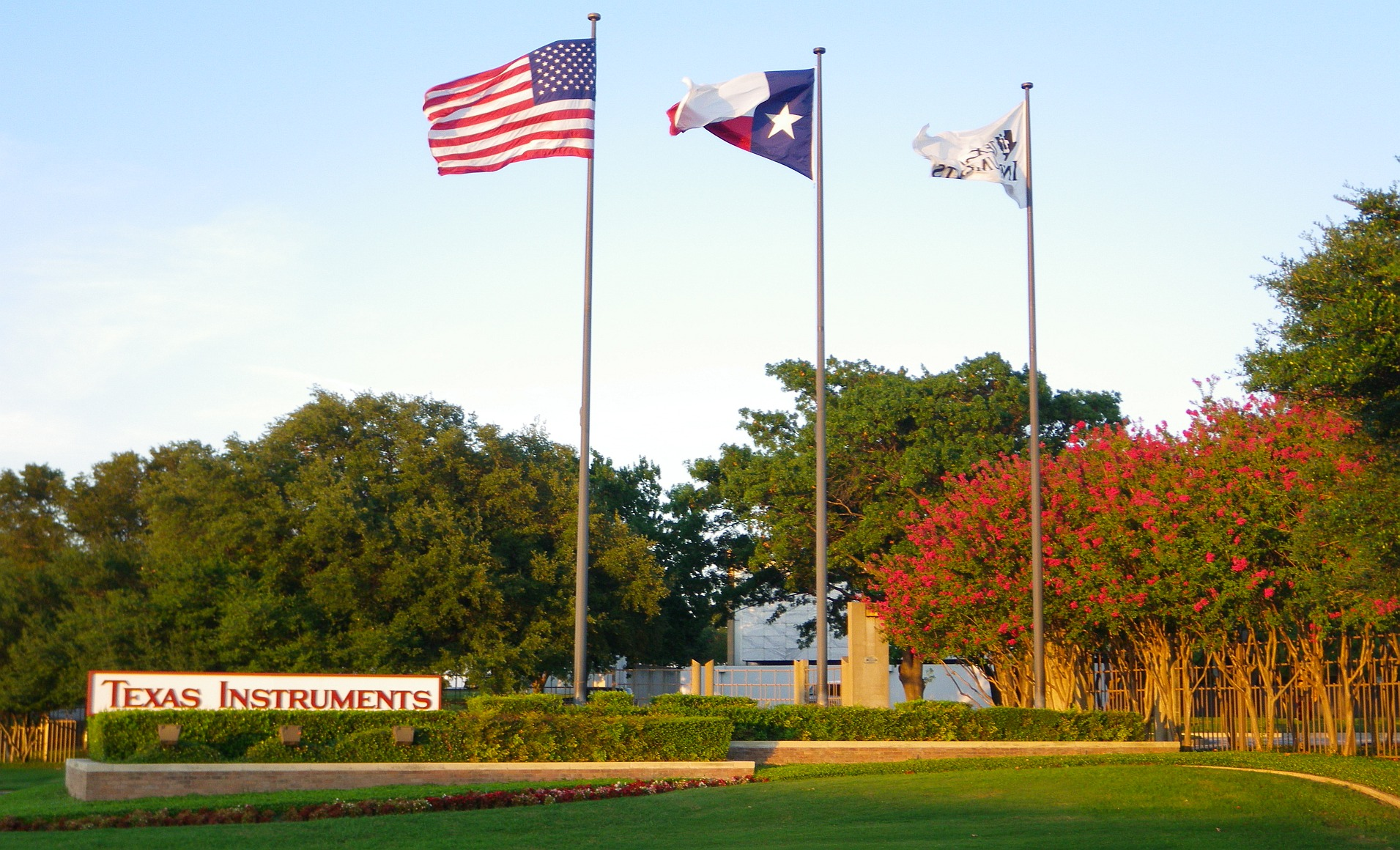
Sede de Texas Instruments

Texas Instruments, más conocida en la industria electrónica como TI, es una empresa tecnológica estadounidense con sede en Dallas, Texas, que desarrolla y comercializa semiconductores y tecnología para ordenadores. TI es el tercer mayor fabricante de semiconductores del mundo tras Intel y Samsung y es el mayor suministrador de circuitos integrados para teléfonos móviles. Igualmente, es el mayor productor de procesadores digitales de señal y semiconductores analógicos. Otras áreas de actividad incluyen circuitos integrados para módem de banda ancha, periféricos para ordenadores, dispositivos digitales de consumo y RFID.

## Historia
Texas Instruments fue fundada por Cecil H. Green, J. Erik Jonsson, Eugene McDermott y Patrick E. Haggerty. El 25 de diciembre de 1941, Green, Jonsson, McDermott y H. B. Peacock compraron Geophysical Service Incorporated-GSI, empresa pionera en ofrecer servicios de exploración sísmica para la industria del petróleo. Durante la Segunda Guerra Mundial, GSI suministró material electrónico para la Armada y el Cuerpo de Señales del Ejército de Estados Unidos. Tras la guerra, GSI continuó produciendo material electrónico y, en 1951, la compañía cambió su nombre por Texas Instruments, convirtiéndose GSI en una filial perteneciente al 100% a la nueva empresa.
En 1954, TI diseña la primera radio de transistores, que se comercializa como Regency TR-1. También, en los años 1950, Jack Kilby de TI y Robert Noyce de Fairchild Semiconductor desarrollaron el circuito integrado. La patente de un 'circuito sólido' fue presentada en 1958.
La serie 7400 de circuitos integrados basados en la tecnología TTL (Lógica Transistor a Transistor), desarrollada por TI en los años 1960, popularizó el uso de circuitos integrados en los ordenadores y continúa siendo ampliamente utilizada hoy en día. Otros inventos de TI fueron la calculadora de bolsillo en 1967, el microordenador de un solo chip en 1971 y también obtuvo la primera patente de un microprocesador de un solo chip (inventado por Gary Boone) en 1973. Generalmente, TI comparte con Intel el mérito por la invención casi simultánea del microprocesador.
TI continuó construyendo equipos para su uso en la industria sísmica, y GSI continuó ofreciendo servicios en el mismo campo. Después de vender (y recomprar) GSI, TI finalmente vendió la compañía a Halliburton en 1988 de forma que GSI dejó de existir como entidad separada.
TI tuvo dos problemas con la ingeniería y el desarrollo de productos tras la introducción de los semiconductores y el microprocesador:
- la mayoría de los productos químicos, maquinaria y tecnologías necesarios para fabricar semiconductores no existían, así que TI tuvo que 'inventarlos'.
- al principio, el mercado para los componentes electrónicos era muy reducido, así que TI tuvo que 'inventar' usos para ellos. Por ejemplo, TI creó al final de los años 1970 el primer termostato electrónico doméstico para montaje en la pared, aunque casi nadie lo compraba debido a su elevado precio.

TI creó, con muy buenos resultados, una división de Control Industrial que construía computadoras de control de proceso automatizadas utilizadas en la industria de la pintura y la sopa. Esta parte del negocio fue vendida a Siemens AG en 1991.
TI cambió su orientación hacia el mercado militar y gubernamental y cuenta con muchos dispositivos electromecánicos utilizados en el cohete Apolo y el Moon Lander.

## Electrónica de consumo y ordenadores
TI siguió participando en el mercado de la electrónica de consumo en los años 1970 y 1980. En 1978, Texas Instruments lanza el primer sintetizador de voz de chip único y lo incorpora en un producto denominado Speak & Spell, posteriormente inmortalizado en la película E.T., el extraterrestre. A continuación, le siguieron otras versiones como el Speak & Read y el Speak & Math.
En junio de 1979, TI se introdujo en el mercado de los ordenadores domésticos con el TI-99/4, en competencia con productos similares como el TRS-80, el Commodore VIC-20 y el Commodore 64. Le siguió el TI-99/4A (1981), una secuela del 99/4, que a finales de 1983 se vio inmerso en una guerra de precios con Commodore, Atari y otros. En el Consumer Electronics Show de invierno de 1983, TI lanzó los modelos 99/2 y el Compact Computer 40 (CC-40), este último dirigido a usuarios profesionales. La división TI Profesional (1983) forma parte del conjunto de competidores de los IBM PC, basados en MS-DOS y x86 pero no compatibles, que no tuvieron éxito (irónicamente, todos los fundadores de Compaq procedían de TI).
Durante años la compañía fabricó y vendió ordenadores portátiles compatibles hasta que abandonó este mercado y vendió su línea de productos a Acer en 1997.

## Electrónica militar
En los años 1970 y 1980, TI participó también en el mercado de la electrónica militar, diseñando y produciendo radares y sistemas electro-ópticos aerotransportados, misiles y bombas guiadas por láser. Una vez consolidada su división militar, en 1997, TI vendió esta parte de su negocio a Raytheon.

## Competidores
TI siempre ha estado entre las 10 mayores compañías en ventas de semiconductores. En 2005, ocupaba el tercer puesto, tras Intel y Samsung y por delante de Toshiba y STMicroelectronics.

## TI en la actualidad (2006)
Actualmente, TI está formada por dos divisiones principales: Semiconductores (SC) y Soluciones para Educación y Productividad (E&PS, son sus siglas en inglés). Una tercera división, Sensores y Control (S&C), fue vendida a Bain Capital LLC en 2006, y posteriormente renombrada como Sensata.

### SC-Semiconductores
Aproximadamente el 85% de los ingresos de TI provienen de la división de semiconductores. TI mantiene una posición de liderazgo en muchas áreas de producto, incluyendo procesadores digitales de señal (con la serie TMS320), convertidores analógico/digital y digital/analógico de alta velocidad, soluciones para la administración de la energía y circuitos análogos de altas prestaciones. Las comunicaciones inalámbricas constituyen un foco de atención especial para TI, aproximadamente el 50% de todos los teléfonos móviles vendidos en el mundo contienen chips de TI. También fabrica otros tipos de productos basados en semiconductores, desde circuitos integrados para aplicaciones específicas hasta microcontroladores.

### Terminales inalámbricos
El Departamento de terminales inalámbricos forma parte de la división de semiconductores y es el mayor suministrador mundial de conjuntos de circuitos integrados para aplicaciones inalámbricas.

### Productos para aplicaciones específicas
Otro departamento de la división de semiconductores está dedicado a desarrollar productos específicos para un amplio espectro de aplicaciones de PDS como:
- cámaras fotográficas digitales
- módems de banda ancha
- cablemódems
- voz sobre IP (VoIP)
- dispositivos de imagen
- reconocimiento y comprensión de voz
- redes locales (LAN) inalámbricas
- RFID

### DLP-Procesamiento digital de la luz
TI es el único proveedor de componentes semiconductores con microespejos (DMD-Digital Micromirror Device), necesarios en el procesamiento digital de la luz (DLP, por sus siglas en inglés), tecnología utilizada en vídeo-proyectores y televisores. Philippe Binant realizó, 2000, la primera proyección de cine numérico público de Europa, fundada sobre la aplicación de un MEMS desarrollado por TI.

### DSP-Procesadores digitales de señal
TI fabrica una amplia gama de procesadores digitales de señal bajo la denominación genérica TMS320, así como procesadores multi-núcleo (Texas Instruments OMAP, Da Vinci).

## E&PS-Soluciones para Educación y Productividad
Texas Instruments también se destaca por su gama de calculadoras, la TI-30 ha sido una de las más populares. TI desarrolló igualmente una línea de calculadoras gráficas, la primera la TI-81, y la más popular la TI-83 Plus (siendo la TI-84 Plus una actualización de la misma). A menudo, se considera a TI como competidor directo de Hewlett-Packard en este aspecto.

### Calculadoras TI
A finales de los años 1990, con la llegada de las calculadoras gráficas de TI, programar se hace popular entre bastantes estudiantes. La serie TI-8x (empezando con la TI-81) venía con un intérprete BASIC incorporado, con el cual se podían crear programas simples. La TI-85 fue la primera calculadora de TI que permitía programación con lenguaje ensamblador (a través de un intérprete de comandos denominado Zshell), y la TI-83 fue la primera que contaba con lenguaje ensamblador nativo. Mientras que los primeros programas en BASIC permitían realizar aplicaciones simples o pequeños juegos, los modernos programas basados en ensamblador pueden equipararse a productos como la Game Boy o las PDA.
Aproximadamente al mismo tiempo que estos programas empezaban a escribirse, se popularizaban las páginas web personales (gracias a servicios como Angelfire o GeoCities) y los programadores comenzaron a crear sitios web para alojar sus trabajos, junto a tutoriales y otra información relacionada con las calculadoras. Esto llevó a la formación de agrupaciones de webs (webring, en inglés) e incluso algunas comunidades de gran tamaño, como TI-Files (ya desaparecida) o ticalc.org. Actualmente, ticalc.org es la fuente prioritaria de programas para las calculadoras TI, y en su web pueden encontrarse, entre otras cosas, miles de aplicaciones, tutoriales de programación, noticias y foros.
Habitualmente las calculadoras gráficas TI se dividen en dos grupos, las que incluyen el Zilog Z80 y las que utilizan la serie 68000 de Motorola. Aunque una evolución del Z80 aparecía en la primera Game Boy, el Motorola 68000 es bastante más potente y por ello más indicado para juegos y aplicaciones que requieran un uso intensivo del procesador. En la década de los setenta la compañía saca la TI Programmer capaz de realizar cálculos en números octales, hexadecimales y binarios. Esta calculadora se empleaba como asistencia a la depuración de programas en lenguaje ensamblador.  
La calculadora gráfica TI-84 Plus C Silver Edition o TI84+CSE de la serie TI-84 Plus series, fue lanzada en 2013. Cuenta con una pantalla a color de 320x240 píxeles de alta resolución, una versión modificada del sistema operativo 2.55MP, una batería recargable y la compatibilidad de teclas con las herramientas matemáticas y de programación existentes. Tiene el estándar de 2,5 mm LinkPort I/O puerto mini-USB. Para su programación y manejo debe consultar información de anteriores calculadoras o modelos similares o páginas en inglés o en español.

### S&C-Sensores y Control
Texas Instruments es el mayor fabricante de equipo original (OEM) para productos de control, protección, sensores y RFID para las industrias de automoción, aplicaciones, aviación y otras. La división de sensores y control (S&C) tiene su sede central en Attleboro (Massachusetts, Estados Unidos).
El 9 de enero de 2006, TI anunció que Bain Capital LLC, una firma de inversión de capital, iba a comprar la división S&C por 3.000 millones de dólares en efectivo. La parte relativa a RFID permanecía en TI y pasaba a formar parte del departamento de productos para aplicaciones específicas (ASP) dentro de la división de semiconductores. La venta se formalizó en la primera mitad de 2006, dando lugar a la creación de una nueva compañía independiente denominada Sensata.